# Bertha Hoffmann
Bertha Hoffmann (geb. Bertha Wilhelmine Flügel; * 5. Februar 1816 in Prester bei Magdeburg; † 1892 in Berlin) war eine deutsche Schriftstellerin.

## Leben
Bertha Hoffmann wurde 1816 als Tochter des Baurats Flügel in der Nähe von Magdeburg geboren. Ihre Jugend verlebte sie in Angermünde. Im Alter von 29 Jahren heiratete sie 1845 in Berlin den Baurat Friedrich Hoffmann. Im Jahr 1860 veröffentlichte sie ihr Erstlingswerk, das Märchen Was den Kindern gefällt. In den folgenden Jahren wandte sie sich zunehmend der Lyrik und dem Drama zu. Bertha Hoffmann starb 1892 in Berlin.

## Werke
- Was den Kindern gefällt. Märchen, 1860.[1]
- Wartburg. (Gedichte, 1868)[2]
- Eine böse Sieben (1870)[3]
- Kriegs- und Siegeslieder (1871)[4]
- Der böhmische Mägdekrieg (1871)
- Cillis Weg zur Bühne (1873)
- Bilderlese (Gedichte, 1875)
- Pantinia (1879)
- Der Ritter (1880)
- Die erbaute Hochzeit (1880)
- Napoleon Bonaparte. Schauspiel in 5 Acten. Fischer & Wittig, Leipzig 1884.
- In Tilsit (1885)
- Margarete Minden (1885)
- Gustav Adolf (1888)
- Schöne Else (1888)
- Ekkehard (1889)
- Der Strohkranz (1889)
- Das zwölfte Paar. Schwank in zwei Aufzügen. Bachmann, Döbeln 1890.
- Der Corbeille. Bachmann, Berlin 1891.
- Der Galgenvogel (1892)
- Ja oder Die Königin der Nacht (1892)